# ドイツ人民警察

人民警察旗

ドイツ人民警察（ドイツじんみんけいさつ、Deutsche Volkspolizei, DVP）は、ドイツ民主共和国（東ドイツ）の警察機関。人民警察は東ドイツにおける法執行機関であったが、同時にその組織構造から準軍事組織と見られることも多い。西側の法執行機関と異なり、人民警察は軍事訓練を受けた装甲兵員輸送車部隊や砲兵部隊を備えていた。
公共秩序及び利益のみならず党及び体制の維持を目的としており、いずれの東ドイツ市民も下士官になることはできたが、将校団の一員となるにはドイツ社会主義統一党（SED）の党員である必要があった。第二次世界大戦後、人民警察はナチス・ドイツの秩序警察及び刑事警察を引き継いで設立され、ドイツ再統一後に廃止された。
東ドイツ市民は人民警察を「Bullen（雄牛ども、いわゆる「サツ」）」や「die Grünen（緑色の人たち。ドイツ警察の伝統的なシンボルカラーにちなむ）」などの愛称で呼んだ。また、日刊のタブロイド新聞ビルト紙の記事によれば、一般にはVolkspolizeiの頭文字からVoPo (フォーポー、英語ではヴォポ) と呼ばれていたという。東ドイツ市民によるアネクドートにおいては、人民警察官はあまり頭がよくない、というステレオタイプが定番であった。

## 歴史
人民警察は事実上、第二次世界大戦中にソビエト連邦占領下にあるドイツ各地で設立された警察組織に由来する。これはヤルタ会談及びポツダム会談での合意に対する違反行為であった。
1945年10月31日、SVAG（在独ソ連軍政府）は共同体警察の武装を承認した。

## 有効性
国家人民軍及び人民警察は、1961年にベルリンの壁を構築した。指導部は、「この壁こそが西ドイツ及びNATO社会に巣食う負の要素、特にファシストと呼ばれるものから国家を防衛し、労働者に無犯罪の状況を与えるものである」と宣言した。
シュタージによる徹底的な相互監視網が敷かれていたため、西ドイツに比べて東ドイツの犯罪率は非常に低かった。1989年、ベルリンの壁の崩壊、シュタージの衰退と共に犯罪率は上昇したといわれる。これは一党独裁体制が崩壊する際に良く見られる特徴であった。
犯罪率の低さから、人民警察は犯罪の対処及び防止に不慣れであった。1989年以降、彼らは西ドイツの日常犯罪に直面する事となる。例えばライプツィヒでは、1989年から1990年までに盗難件数が540%もの増加を見せたという。

## 組織

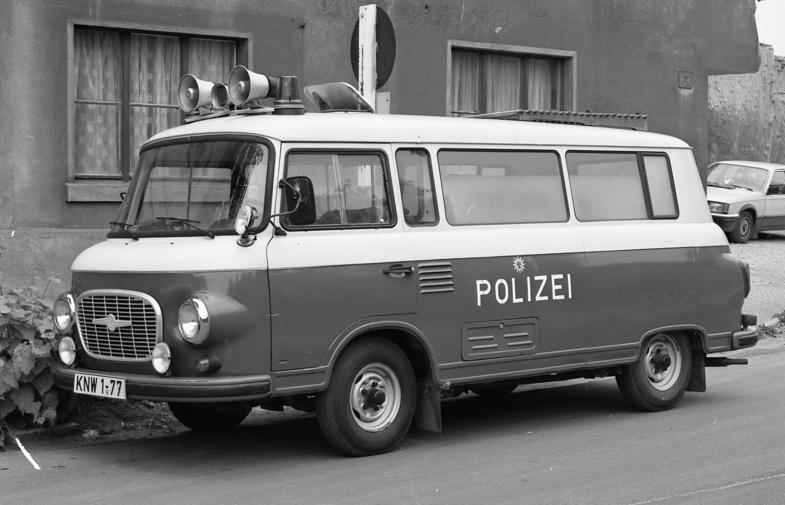
警察仕様のバルカス B1000

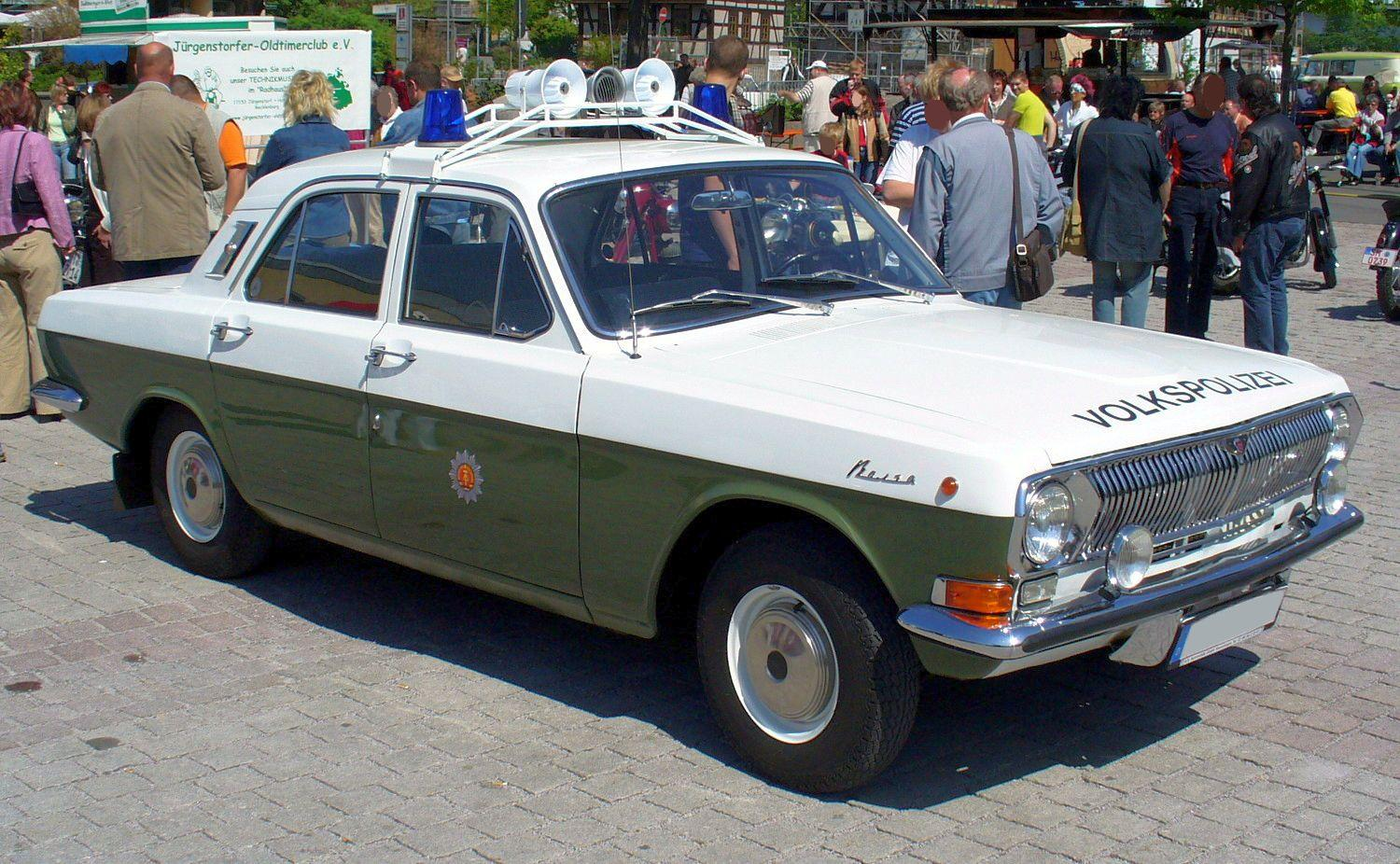
パトカー仕様のヴォルガGAZ-24

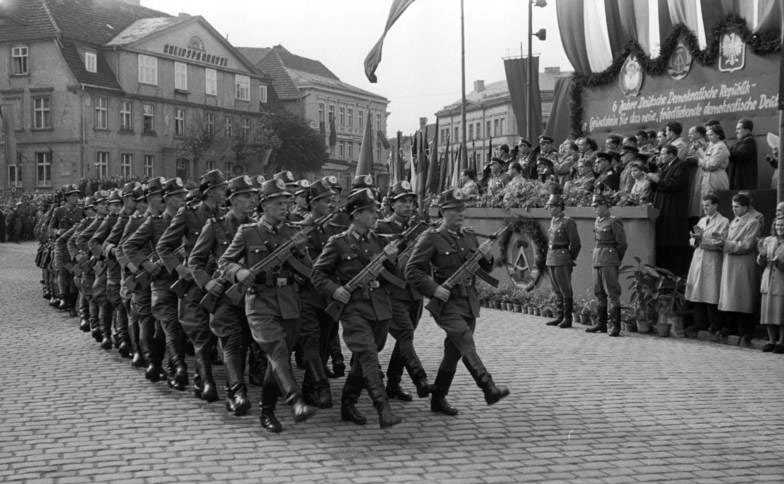
ノイシュトレーリッツの広場でのパレードにおける人民警察の警察官(1955年)。第二次世界大戦中に採用されたStG44突撃銃で武装している

人民警察は犯罪捜査や交通整理など、伝統的な警察業務を遂行するが、活動のほとんどをシュタージとも呼ばれた国家保安省（MfS=Ministerium für Staatssicherheit）及び部内の国家保安省協力員に報告する義務があった。即ち、MfSはほぼ全ての警察部隊にエージェントを送り込んでおり、全ての警察活動と捜査がMfS連絡将校（VO=Verbindungsoffizier）に監視されていることを意味する。
人民警察は国家警察であり、組織としては内務省直轄の位置にあった。公共奉仕に従属する西ドイツ警察とは異なり、人民警察の警察官は各々が国家と個人の契約を結んでいた。月給は平均所得を上回っていた。

### 主要部門
人民警察は内務省により管理される。司令官はドイツ人民警察長官(Chef der Deutschen Volkspolizei)である。
人民警察は次の5部門に分けられる:
- 刑事警察部（Hauptabteilung Kriminalpolizei）
- 一般警察部（Hauptabteilung Schutzpolizei）
- 鉄道警察部（Hauptabteilung Transportpolizei）
- 交通警察部（Hauptabteilung Verkehrspolizei）
- 登録管理部（Hauptabteilung Pass- und Meldewesen）

東ドイツ内務省では内務省軍に相当する内務省指揮下の軍事部門として兵舎部隊（Kasernierte Einheiten）が編成されており、人民警察の即応部隊である人民警察機動隊（Volkspolizei-Bereitschaft）がその主力を担った。兵舎部隊は主要総監部長官（Chef der Hauptinspektion）が管轄する。

### 地方ごとの編成
- 人民警察幹部委員会（Präsidium der Volkspolizei）－東ベルリン
  - 人民警察総監部（Volkspolizei-Inspektionen）
  - 河川警察総監部（Wasserschutzpolizei-Inspektion）
- 地区司令－カール＝マルクス＝シュタットを除く14つの東ドイツ各行政区
- ジークマール＝シェーナウ（ドイツ語版）地区司令部－カール＝マルクス＝シュタット（国営企業ビスマス社（ドイツ語版）の防衛任務を負う）

### 歴代司令官
- 内務大臣（Minister des Innern）
  - カール・シュタインホフ（ドイツ語版）博士（1949年-1952年）
  - ヴィリー・シュトフ（1952年-1955年）
- ドイツ人民警察長官（Chef der deutschen Volkspolizei）
  - クルト・フィッシャー（ドイツ語版）（1949年-1950年）
  - カール・マーロン（1950年-1955年）
- 内務大臣たるドイツ人民警察長官（Minister des Innern und Chef der deutschen Volkspolizei）
  - カール・マーロン（1955年-1963年）
  - フリードリヒ・ディッケル（1963年-1989年）
  - ロタール・アーレント（ドイツ語版）（1989年）

## 制度

### 採用
人民警察への採用は、最低10年の教育及び職業訓練（東ドイツにおける教育を参照）、兵役、それまでの政治的忠誠を必須とした。
入隊すると、まず新兵は人民警察学校（VP-Schule）で5ヶ月間の訓練を受ける。内容は政治教育、警察法、刑法及び執行手順、軍隊式の運動訓練が含まれていた。その後、新兵は6ヶ月間の実地訓練を行う。
人民警察に所属する警察官は、「人民、理想主義、家族の伝統、社会の信念と共に労働し、国家に奉仕することを望む」ことが求められた。

### 訓練

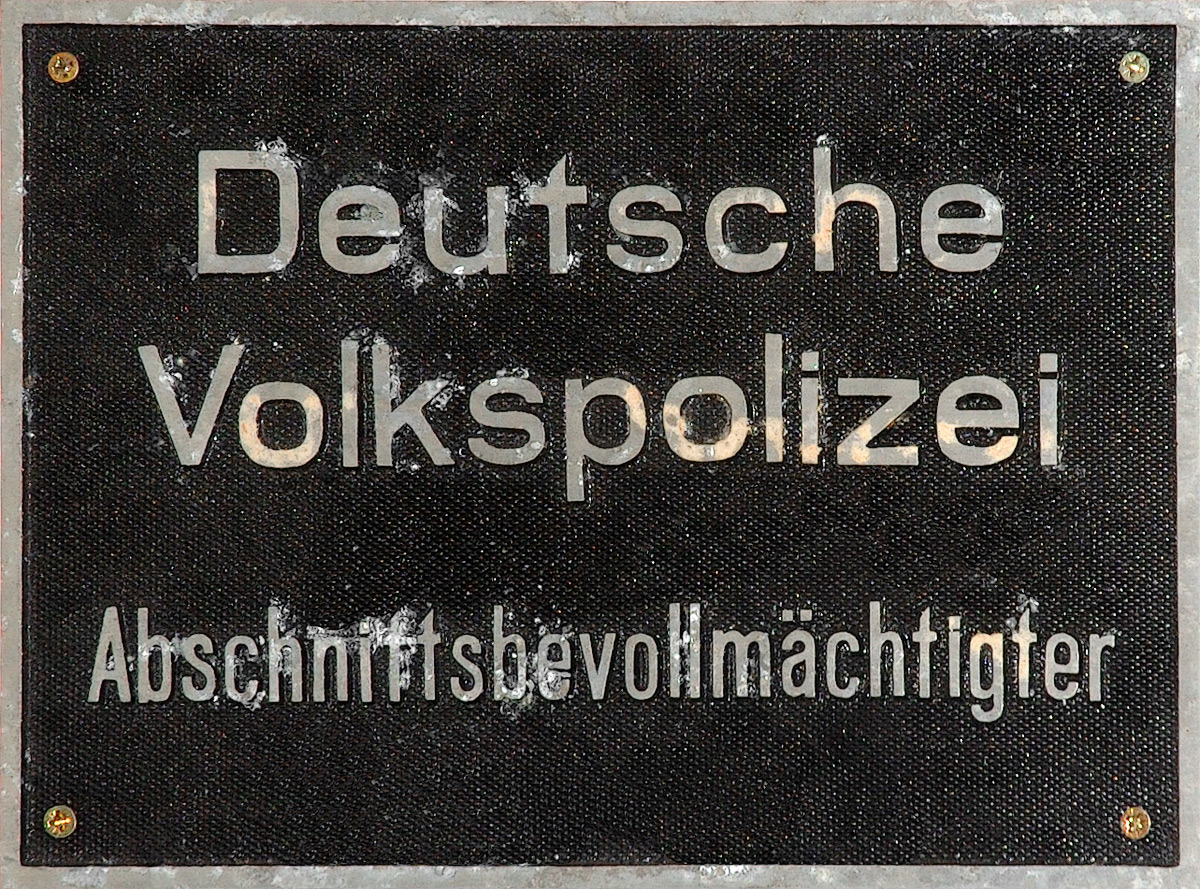
ABV Office sign of an anti-lock Büroschild eines ABV

1962年以来、人民警察は東ベルリンのビースドルフに独自の学校を構え、1989年までに3500人の警察官を輩出した。
その他にもいくつかの学校があった。兵舎部隊は、独自の研修施設を保有していた。
警察官の初期訓練は国家人民軍地上軍が担当しており、1963年から士官学校で、1971年からはドレスデンのヴィルダー・マンにある士官学校にて行われた。
- エルンスト・テールマン人民警察学校（VP-Schule "Ernst Thälmann"）－ノイシュトレーリッツ
- 法務官学校（Schule für Abschnittsbevollmächtigte）－ヴォルフェン（ドイツ語版）
- 鉄道警察学校（Transportpolizei-Schule）－ハレ
- ハンス・バイムラー（ドイツ語版）交通警察学校（Verkehrspolizei-Schule "Hans Beimler"）－マクデブルク
- 諜報学校（Schule des Nachrichtenwesens）－ドミッチュ（ドイツ語版）
- 内務省警察犬特別学校（Spezialschule des MdI für Diensthundewesen）－プレッチュ（ドイツ語版）
- 内務省医療特別学校（Spezialschule des MdI für medizinische Dienste）－マクデブルク県（ドイツ語版）
- ハイリヒ・ラウ（ドイツ語版）内務省技術学校（Fachschule des MdI "Heinrich Rau"）－ラーデボイル（ドイツ語版）
- ヴィルヘルム・ピーク内務省技術学校（Fachschule des MdI "Wilhelm Pieck"）－アッシャースレーベン（ドイツ語版）
- カール・リープクネヒト人民警察大学校（Hochschule der VP "Karl Liebknecht"）－東ベルリン・ビースドルフ（ツェツィーリエン通り)
- アルトゥール・ベッカー（ドイツ語版）機動隊士官候補生学校（Offiziershochschule Bereitschaften "Artur Becker"）－ドレスデン（現在はザクセン州刑事警察本部）
- フンボルト大学ベルリン犯罪捜査学部（Humboldt-Universität zu Berlin /Sektion Kriminalistik）－東ベルリン

人民警察は約8万人の常勤警察官と17万7500人の協力者がいた。
1990年10月3日、西ドイツに東ドイツが加盟した折、警察機構は統一ドイツの連邦政府と各州政府に移管された。人民警察の警察官は約40%がこれに残留した。

### 制服
ストーングレーの制服を着用した兵営人民警察（Kasernierte Volkspolizei、 国家人民軍の前身）を例外に、全ての人民警察職員は同様の制服を着用した。任務や気候に応じて、夏服や冬服など素材が異なる種類があった。ほとんどの制服（勤務服、半礼装、パレード服）は灰緑色だが、交通警察の職員は濃紺の制服を身に着けていた。将校用の制服はより高級な布地で、下士官兵の制服と区別されている。活動服及び勤務服は、後に警邏任務とその他公務の為の通常装備となった。制服の種類は多岐にわたるが、代表的なものとして活動服、勤務服、半礼装、パレード服に大きく分類される。
活動服（Felddienstuniform、直訳すると野戦勤務服）は兵営人民警察のみで使用され、後に国家人民軍の制服となった。これは野戦帽（もしくは制帽、鋼鉄製鉄帽）、黒色長靴、サスペンダー付革ベルトから成る。冬季にはキルティングされた迷彩柄の無いストーングレイ色のツナギを制服の上から着用することもあった。冬季制服には毛皮帽ないし鉄帽、ブーツ、ニット地の手袋、ベルト、サスペンダーが含まれていた。
勤務服（Dienstuniform）のうち、夏季勤務服はブラウスのようにたるませた上着、ズボン、制帽を含み、将校向けに用意された。冬季勤務服は、ボタン留めの大きな張付ポケットを4つ備えた上着、黒色ベルト、制帽、乗馬ズボン、シャツ、ネクタイ、長靴を含み、将校及び下士官向けに用意されていた。長いベルト留めのオーバーコートを着用する場合もあった。
半礼装（Ausgangsuniform、直訳すると外出服）は、細部を除いて全ての階級で同様のものであり、非番などの際に着用された。制帽、ジャケット、ズボン、黒革靴が含まれる。シングルジャケットは白ないし灰色がかった緑色のシャツと緑色のネクタイと共に、帯革を巻かずに装着された。将校は、白いシャツと共に着用する事が多かった。夏季はネクタイとジャケットのいずれかを略することが出来た。ダブルジャケットは、将校及び下士官が任意に着用することが許されていた。
パレード服（Paradeuniform）は、将校の場合は半礼装の上着に全ての勲章及び装飾品を取り付けたもの、乗馬ズボン及び乗馬ブーツ、鋼鉄製鉄帽（1950年から1960年代後半までは警察用シャコー帽も可）、ワイシャツ、緑ネクタイ、そしてシルバーグレーのパレード用帯革の左側に儀礼用短剣を吊るす。儀仗隊の将校はサーベルを帯刀した。冬季にはオーバーコート、スカーフ、手袋を着用した。
作業服（Arbeitsuniform） に分類される制服は、季節や天候により着用するものとされた。一般的に活動服、半礼装、冬季用ツナギに類似しており、黒く染められていることもあった。雑役要員や整備要員がこれを着用した。カバーオールは下級兵卒、特に大型車両や航空機要員に使用される。雑役監督や技術将校は、実験室スタイルのスモックを着用する。
その他の制服も存在する。高級将校は、時折白い制服、もしくは白い上着を着用していたし、参謀将校は参謀用制服を着用していた。女性職員は上着、スカートないしスラックス、ブラウス、帽子、ブーツないしパンプス、および季節ごとにその他さまざまな制服を着用した。交通警察、オートバイ、装甲車乗員などは制服の他にも特殊な装備品が存在した。また1940年代から1950年代にかけて旧秩序警察及び刑事警察の制服をそのまま着用した警察官の姿も見られた。

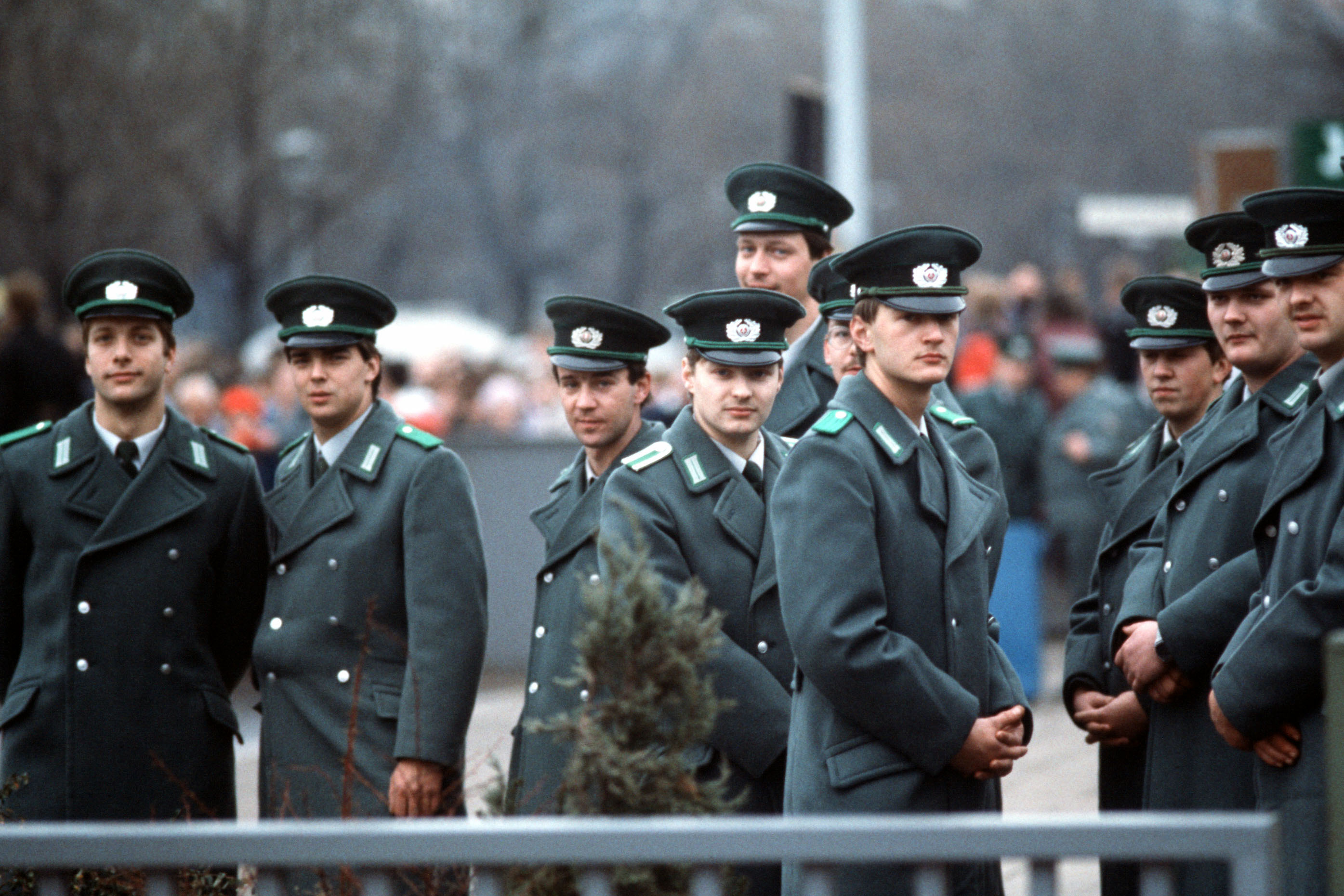
ブランデンブルク門の開放に備える勤務服姿の機動隊員。(1989年)
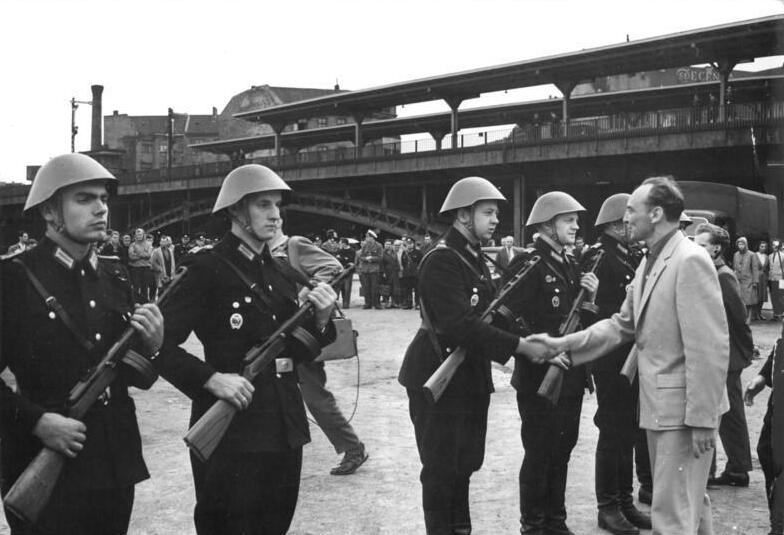
PPSh-41短機関銃を装備した鉄道警察の戦闘部隊。ベルリンの壁の建設を支援した功績を称えて、自由ドイツ青年団から表彰状を受ける式典。(1961年)
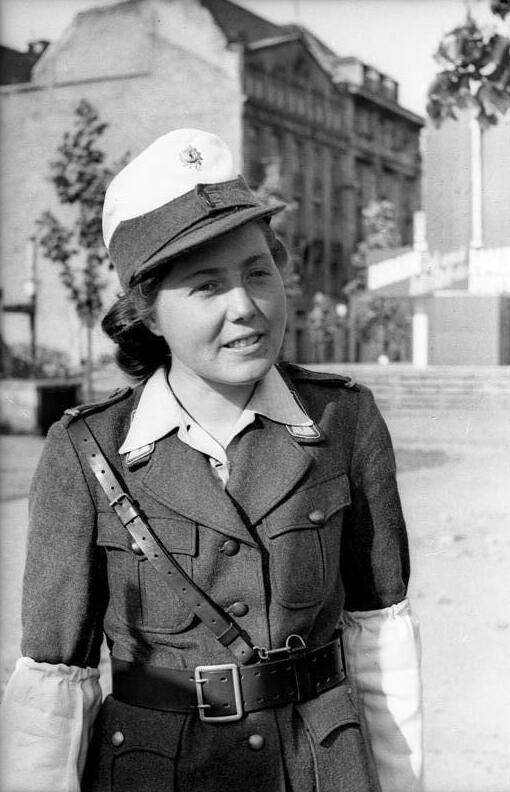
東ベルリンの女性交通巡査。(1949年)
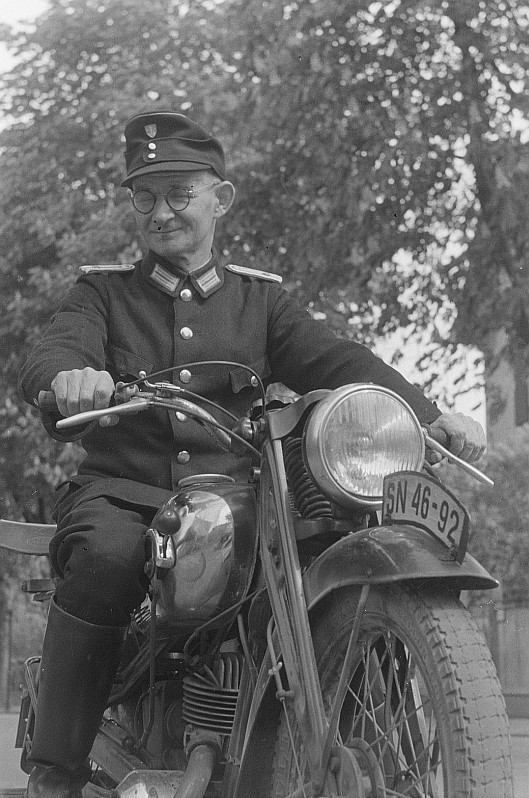
バイクに乗る警察官。(1948年)
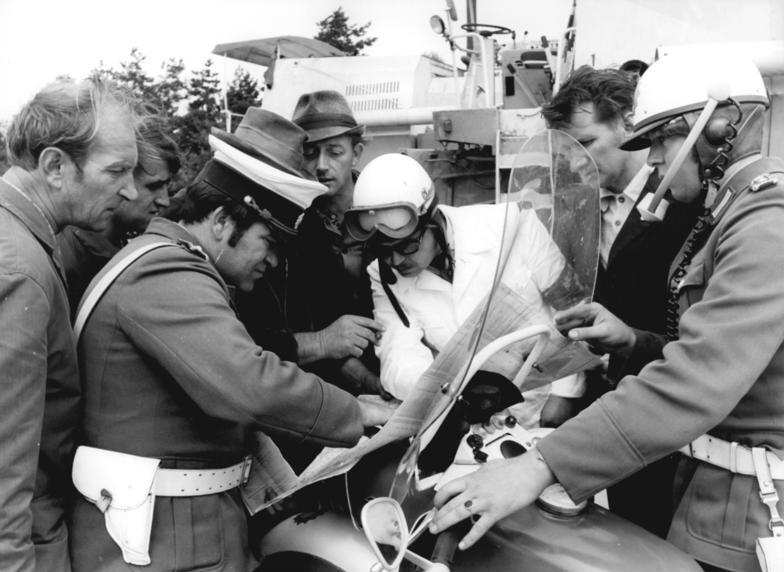
農業機械の他地域への出張を支援するため、地図を確認する白バイ隊員。(1972年)

### 兵科色
人民警察の制服は当初緑色の兵科色を備えていたが、後に青色の交通警察を除き白色に戻った。兵舎部隊の制服は、所属を識別する大きな銀色の文字と緑色の腕章により、地上軍や防空軍と区別された。

## 宣誓
人民警察の全警察官は、国家人民軍の忠誠宣誓と同様に次のような宣誓を行った。
| ドイツ語原文 | 日本語訳文 |
| --- | --- |
| Ich schwöre meinem sozialistischen Vaterland, der Deutschen Demokratischen Republik und ihrer Regierung allzeit treu ergeben zu sein, Dienst- und Staatsgeheimnisse zu wahren und die Gesetze und Weisungen genau einzuhalten. Ich werde unentwegt danach streben, gewissenhaft, ehrlich, mutig, diszipliniert und wachsam meine Dienstpflichten zu erfüllen. Ich schwöre, daß ich, ohne meine Kräfte zu schonen, auch unter Einsatz meines Lebens, die sozialistische Gesellschafts-, Staats- und Rechtsordnung, das sozialistische Eigentum, die Persönlichkeit, die Rechte und das persönliche Eigentum der Bürger vor verbrecherischen Anschlägen schützen werde. Sollte ich dennoch diesen meinen feierlichen Eid brechen, so möge mich die Strafe der Gesetze unserer Republik treffen. | 私は、我が社会主義祖国であるドイツ民主共和国およびその政府に常に忠実に従い、職務上のまた国家の機密を保持し、法律および命令を厳正に遵守することを誓います。 私は、絶えず務めて、良心、誠実、勇気、規律ならびに戒心をもって私の職責を果たします。 私は、自らの力を惜しむことなく、自らの命を懸けてでも、社会主義的社会の、国家のならびに法の秩序、社会主義の財産、人身、諸権利ならびに市民の個人財産を犯罪の凶行から守ることを誓います。 もしも私がこのおごそかな宣誓を破ることがあれば、我が共和国の法による処罰を甘んじて受け入れます。 |